# Доктор Хаус (сезон 1)
Перший сезон американського телесеріалу «Доктор Хаус» має 22 серії. Прем'єра першої серії відбулась 16 листопада 2004, останню серію показували 24 травня 2005.

## В ролях

### В головних ролях
- Г'ю Лорі — доктор Грегорі Хаус
- Ліза Едельштейн — доктор Ліза Кадді
- Омар Еппс — доктор Ерік Форман
- Роберт Шон Леонард — доктор Джеймс Вілсон
- Дженніфер Моррісон — доктор Елісон Кемерон
- Джессі Спенсер — доктор Роберт Чейз

### В другорядних ролях
- Чі МакБрайд — Едвард Воглер
- Сіла Ворд — Стейсі Ворнер

### Запрошені гості
- Пітер Грейвес, Кармен Електра, Робін Тунней, Кевін Зегерс, Фаіт Принц, Елізабет Мішелль, Соня Едді, Домінік Парселл, Роксанна Харт, Курт Фуллер, Ширлі Найт, Майк Старр, Бренді, Леслі Хоуп, Скотт Фолей, Нестор Кербонелл, Патрік Баучау, Сара Сларке, Джое Мортон, Марін Хінклей, Майкл Е. Гурджайан, Едді МакКлінток, Скай МакКоль Бартусайк, Джон Чо, Ендрю Кіген і Каррі Грехем.

## Епізоди
| №         | Назва                                                              | Режисер(и)           | Сценарист (и)                    | Вийшла в США      | Перегляд американцями (у мільйонах) | Рейтинг |
| --------- | ------------------------------------------------------------------ | -------------------- | -------------------------------- | ----------------- | ----------------------------------- | ------- |
| 1 (1-01)  | «Пілотний епізод (Доктор Хаус)/Всі брешуть» «Pilot/Everybody Lies» | Браян Сінгер         | Девід Шор                        | 16 листопада 2004 | 7,05                                | 62      |
| 2 (1-02)  | «Батьківство» «Paternity»                                          | Пітер О'Фаллон       | Лауренс Кеплоу                   | 23 листопада 2004 | 6,09                                | 68      |
| 3 (1-03)  | «Бритва Оккама» «Occam's Razor»                                    | Браян Сінгер         | Девід Шор                        | 30 листопада 2004 | 6,33                                | 67      |
| 4 (1-04)  | «Материнство» «Maternity»                                          | Нейтон Томас Сігел   | Пітер Блек                       | 7 грудня 2004     | 6,74                                | 61      |
| 5 (1-05)  | «Будь ти проклятий, якщо зробиш це» «Damned If You Do»             | Грег Яітанес         | Сара Б. Купер                    | 14 грудня 2004    | 6,91                                | 56      |
| 6 (1-06)  | «Метод Сократа» «The Socratic Method»                              | Пітер Медак          | Джон Манкієвскі                  | 21 грудня 2004    | 6,73                                | 50      |
| 7 (1-07)  | «Чесність» «Fidelity»                                              | Драян Спайсер        | Томас Л. Моран                   | 28 грудня 2004    | 6,91                                | 53      |
| 8 (1-08)  | «Отрута» «Poison»                                                  | Гай Ферланд          | Мет Віттен                       | 25 січня 2005     | 12,37                               | 25      |
| 9 (1-09)  | «Відмова від реанімації» «DNR»                                     | Фредерік Кінг Келлер | Девід Фостер                     | 1 лютого 2005     | 12,75                               | 14      |
| 10 (1-10) | «Історії» «Histories»                                              | Ден Аттіас           | Джоель Томсон                    | 8 лютого 2005     | 14,97                               | 15      |
| 11 (1-11) | «Детоксикація» «Detox»                                             | Нельсон МакКормік    | Лауренс Кеплоу і Томас Л. Моран  | 15 лютого 2005    | 14,22                               | 17      |
| 12 (1-12) | «Спортивна медицина» «Sports Medicine»                             | Кейз Гордон          | Джон Манкієвскі і Девід Шор      | 22 лютого 2005    | 15,53                               | 13      |
| 13 (1-13) | «Проклятий» «Cursed»                                               | Даніель Сакгейм      | Мет Віттен і Пітер Блек          | 1 березня 2005    | 15,53                               | 12      |
| 14 (1-14) | «Контроль» «Control»                                               | Ренді Зік            | Лауренс Кеплоу                   | 15 березня 2005   | 17,33                               | 4       |
| 15 (1-15) | «Закони мафії» «Mob Rules»                                         | Тім Хантер           | Девід Фостер і Джон Манкієвскі   | 22 березня 2005   | 17,34                               | 7       |
| 16 (1-16) | «Тяжко» «Heavy»                                                    | Фред Гербер          | Томас Л. Моран                   | 29 березня 2005   | 18,28                               | 7       |
| 17 (1-17) | «Зразок для наслідування» «Role Model»                             | Пітер О'Фаллон       | Мет Віттен                       | 12 квітня 2005    | 15,04                               | 11      |
| 18 (1-18) | «Діти та вода у ванні» «Babies & Bathwater»                        | Білл Джонсон         | Пітер Блек і Девід Шор           | 19 квітня 2005    | 17,48                               | 8       |
| 19 (1-19) | «Дітки» «Kids»                                                     | Деран Сараф'ян       | Томас Л. Моран і Лауренс Кеплоу  | 3 травня 2005     | 17,14                               | 12      |
| 20 (1-20) | «Кохання зле» «Love Hurts»                                         | Драян Спайсер        | Сара Б. Купер                    | 10 травня 2005    | 18,80                               | 10      |
| 21 (1-21) | «Три історії» «Three Stories»                                      | Періс Барклей        | Девід Шор                        | 17 травня 2005    | 17,68                               | 14      |
| 22 (1-22) | «Медовий місяць» «Honeymoon»                                       | Фредерік Кінг Келлер | Лауренс Кеплоу і Джон Манкієвскі | 24 травня 2005    | 19,52                               | 5       |